# Baphia laurifolia
Baphia laurifolia är en ärtväxtart som beskrevs av Henri Ernest Baillon. Baphia laurifolia ingår i släktet Baphia och familjen ärtväxter. Inga underarter finns listade i Catalogue of Life.